# Зинкевич, Александр Владимирович
Александр Владимирович Зинкевич (род. 5 февраля 1964 года) — мастер спорта Республики Казахстан международного класса (хоккей с мячом), бронзовый призёр чемпионата мира 2003 года.

## Карьера
А. В. Зинкевич начал играть в хоккей с мячом в детской команде онежской «Чайка» в 1977 году. С 1979 года — в юношеской команде красногорского «Зоркого».
С 1981 года выступает за главную команду, выступающую в высшей лиге.
В 1983 году переезжает в Новодвинск. А с 1985 года становится игроком архангельского «Водника», в составе которого выигрывает несколько командных трофеев.
В 1993 году выезжает в Швецию. Выступает в «Эдсбюне» и «Скутхере».
В 1991 году привлекался в сборную СССР на чемпионат мира 1991 года, но на лёд не выходил.
В 2003 году становится бронзовым призёром чемпионата мира в составе сборной Казахстана. Был удостоен звания мастер спорта Республики Казахстан международного класса.
В 2002—2005 годах — главный тренер клуба «Скутхер». В 2005—2007 — главный тренер «Бруберга». С июля 2008 года по апрель 2010 года тренировал архангельский клуб «Водник».

## Достижения
Чемпион России - 1996, 1997.

 Бронзовый призёр чемпионата России - 1993.

 Обладатель кубка СНГ - 1992.

 Обладатель Кубка России - 1994, 1995, 1996.

 Чемпион РСФСР - 1987.

 Финалист кубка СССР - 1987.

 Финалист кубка России - 1993, 1997.

 Третий призёр турнира на призы Правительства России - 1996.

 Третий призёр чемпионата мира - 2003.

 Вице-чемпион мира по ринк-бенди - 1996.

 Обладатель кубка мира по ринк-бенди - 1990, 1994.
- В списке 22 лучших игроков сезона - 1991.

### Статистика выступлений в чемпионатах и кубках СССР, СНГ, России
| Сезон     | Клуб                 | Чемпионат | Чемпионат | Чемпионат | Чемпионат | Кубок | Кубок | Кубок | Кубок |
| Сезон     | Клуб                 | И         | М         | П         | О         | И     | М     | П     | О     |
| --------- | -------------------- | --------- | --------- | --------- | --------- | ----- | ----- | ----- | ----- |
| 1981/1982 | Зоркий (Красногорск) | 2         | 0         |           | 0         |       |       |       |       |
| 1984/1985 | Двина (Новодвинск)   |           |           |           |           | 6     | 3     |       | 3     |
| 1985/1986 | Водник (Архангельск) |           |           |           |           | 6     | 1     |       | 1     |
| 1986/1987 | Водник (Архангельск) |           |           |           |           | 12    | 10    |       | 10    |
| 1987/1988 | Водник (Архангельск) | 26        | 18        |           | 18        | 7     | 7     |       | 7     |
| 1988/1989 | Водник (Архангельск) | 20        | 8         |           | 8         | 8     | 7     |       | 7     |
| 1989/1990 | Водник (Архангельск) | 26        | 14        |           | 14        | 7     | 6     |       | 6     |
| 1990/1991 | Водник (Архангельск) | 26        | 27        |           | 27        | 11    | 13    |       | 13    |
| 1991/1992 | Водник (Архангельск) | 30        | 27        |           | 27        | 12    | 13    |       | 13    |
| 1992/1993 | Водник (Архангельск) | 26        | 31        |           | 31        | 13    | 11    |       | 11    |
| 1993/1994 | Водник (Архангельск) | 6         | 11        |           | 11        | 11    | 13    |       | 13    |
| 1994/1995 | Водник (Архангельск) | 1         | 1         |           | 1         | 6     | 6     |       | 6     |
| 1995/1996 | Водник (Архангельск) | 6         | 2         |           | 2         | 6     | 5     |       | 5     |
| 1996/1997 | Водник (Архангельск) | 25        | 15        |           | 15        | 6     | 2     |       | 2     |
| Всего     | 14 сезонов           | 194       | 154       |           | 154       | 111   | 97    |       | 97    |

Примечание: Статистика голевых передач ведется с сезона - 1999/2000.

### В чемпионатах СССР, СНГ, России забивал мячи в ворота 21 команды
```
 1.Строитель        = 20 мячей  12.Вымпел            =  6
 2-4.Саяны          = 12        13-14.Волга          =  5
 3-4.Динамо М       = 12        13-14.Север          =  5
 3-4.Сибсельмаш     = 12        15-16.Енисей         =  4
 5-6.Старт          = 11        15-16.Зоркий         =  4
 5-6.Североникель   = 11        17-18.Байкал-Энергия =  3
 7-8.Юность О.      =  9        17-18.Маяк           =  3
 7-8.СКА-Свердловск =  9        19-20.БСК            =  2
 9-10.Динамо А-А    =  8        19-20.Локомотив О.   =  2
 9-10.Родина        =  8        21.СКА-Нефтяник      =  1
11.Кузбасс          =  7
```

### В чемпионатах СССР, СНГ, России количество мячей в играх
по 1 мячу забивал  в 56 играх
 
по 2 мяча забивал  в  26 играх
 
по 3 мяча забивал  в  7 играх
 
по 4 мяча забивал  в   5 играх

по 5 мячей забивал  в   1 игре

Свои 154 мяча забросил в 95 играх, в 99 играх мячей не забивал.